# Chongoyape (sitio arqueológico)

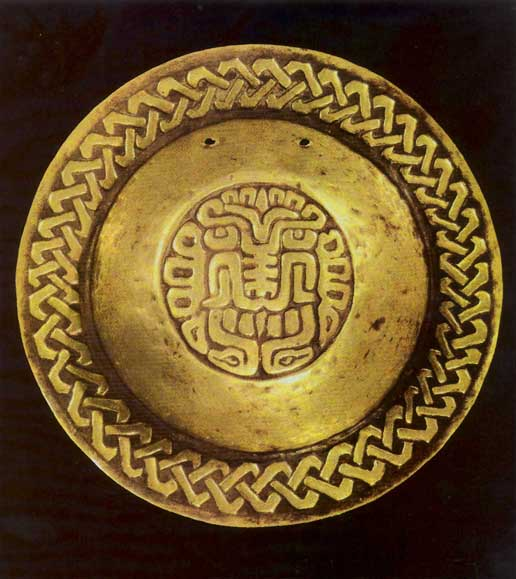
Ornamento de oro hallado en Chongoyape. La imagen central representa el rostro de un ser mítico con rasgos de felino.

Chongoyape es un sitio arqueológico situado cerca de la localidad del mismo nombre, en la provincia de Chiclayo del departamento de Lambayeque, en el Perú. Allí se hallaron ornamentos fabricados en láminas de oro prehispánicas, que junto con las piezas halladas en Kuntur Wasi, son los ejemplares de orfebrería precolombina más antiguos del Perú, con tres mil años de antigüedad. Estas piezas se encuentran actualmente en el Museo Nacional del Indio Americano en Washington. Convencionalmente, se considera que pertenecen a la cultura Chavín, aunque están más cercanas al estilo Cupisnique, de la costa norte peruana. Por eso se prefiere actualmente definirlas como de estilo Chavín-Cupisnique.  Popularmente, son conocidas como el “oro de Chongoyape”.

## Descubrimiento
Chongoyape se halla situada en una de las cabeceras del río Lambayeque, que se llama Chancay en ese sector, en las estribaciones andinas del norte del Perú.
El descubrimiento de las piezas se produjo de manera casual, en el año de 1928 y en terrenos de la antigua hacienda de El Almendral, propiedad de los hermanos Gayoso Ugaz. Los descubridores fueron un grupo de niños, uno de los cuales, llamado Floro Marrofu, notó el brillo de unos objetos que emergían del fondo de una zanja abierta por el rebalse de una acequia. Los muchachos se apoderaron de las piezas y como si fueran juguetes se adornaron con ellas. Uno de los hacendados Gayoso notó de lejos el fulgor de los objetos y sabedor de lo que se trataba, se aproximó a los niños, ofreciéndoles a cambio de las joyas una suma irrisoria. Pero solo algunos de ellos aceptaron el pago y los demás se las llevaron a sus casas o los intercambiaron por bizcochos en las tiendas del pueblo. Los Gayoso lograron recolectar la mayoría de los objetos tras un paciente seguimiento, con la intención de venderlos a algún coleccionista en un solo lote, para lograr mayores ganancias. Años después, se hizo otro descubrimiento similar, cuando unos trabajadores hacían una excavación para reforzar un reservorio de agua. Esta vez las joyas estaban asociadas a los restos de tres individuos, junto con cerámica de estilo Cupisnique.
La mayor parte del tesoro terminó por ser adquirido por la entonces Heye Foundation de Nueva York. Allí lo examinó el arqueólogo Samuel K. Lothrop, que al igual que Julio C. Tello, concluyó que se trataban de piezas del arte chavín, que se remontarían al primer milenio antes de Cristo. Esta aseveración se fundamentaba en la constitución de las imágenes simbólicas y al estilo en que éstas fueron retratadas. Efectivamente, en las joyas es común la representación de un ser mítico con rostro de felino, típico de la cultura chavín (comparar con la imagen de la Estela de Raimondi y el lanzón monolítico).

## Descripción
Las piezas son de oro, cuya alta ley  hace suponer que procedían de los lavaderos de los ríos amazónicos. Dicho metal es más fácil de trabajar, debido a su gran maleabilidad. Martilleaban el oro en frío para laminarlo, procediendo luego a recortar las láminas. Aplicaban finalmente técnicas como el repujado, el cincelado dejando zonas caladas y el uso de remaches. El estilo iconográfico de estas joyas se caracteriza por la representación de seres míticos que combinan rasgos de hombre, felino y ave (el popular “dios jaguar” de Chavín).
Los objetos comprenden coronas, pectorales, anillos, alfileres, cuentas esféricas hechas de dos tapas soldadas, depiladores y alambres de oro. Incluso hay una placa bimetálica, de oro y plata. Estos objetos pertenecían sin duda a personajes de la nobleza o la clase dominante, que eran sepultados con todos sus distintivos.
Otras piezas de orfebrería “estilo chavín” fueron halladas en Cerro Corbacho (valle de Zaña) y en Kuntur Wasi (Cajamarca).
En cuanto al origen de la metalurgia en el Perú, es necesario señalar que las más antiguas láminas de oro martilladas han sido halladas en Mina Perdida, en el valle de Lurín, costa central peruana, y se remontan a 1.100 a. C.